# Дізьмінське сільське поселення
Ді́зьмінське сільське поселення (рос. Дизьминское сельское поселение) — муніципальне утворення у складі Ярського району Удмуртії, Росія. Адміністративний центр — село Дізьміно.

## Історія
Станом на 2002 рік до складу Дізьмінської сільської ради входила також більша частина території сучасного Бармашурського сільського поселення.

## Географія
Площа поселення 122,21 км². Клімат помірно-континентальний, максимальна температура липня +36,3 °C, середня січня −11 °C, опадів 365 мм, сніговий покрив 70 см.

## Господарство
В поселенні діють ТОВ «Союз» та 2 фермерських господарства. Розводять велику рогату худобу (ТОВ «АгроЯр») — 1062 голови, з них 468 корів, 11 коней. Виробництва молока — 5,1 млн л, м'яса 76,1 т. Вирощують картоплю 1,8 млн т, овочі 270 т.
Протяжність автодоріг — 18 км. Телефонізовано 5 населених пунктів, один має доступ до Інтернету, є своя телефонна станція.
В поселенні діють 2 дитячих садки, 2 школи, 2 бібліотеки, 3 клуби, спортзал, філіал «Сбербанку». З підприємств працюють УР «Ярське лісництво», ТОВ «Союз», ТОВ «АгроЯр», дільниця Глазовського лісгопсу.

## Населення
Населення — 1636 осіб (2017; 1666 у 2015, 1768 в 2012, 1804 в 2010, 2030 у 2002).
Вікова структура: дітей 21 %, пенсіонерів 16 %, працездатного населення 63 %. Національний склад: удмурти — 70,1 %, росіяни — 27,9 %, татари — 0,9 %, українці — 0,8 %, азербайджанці — 0,6 %.

## Склад
До складу поселення входять такі населені пункти:
| Населений пункт           | Населення, осіб (2002) | Населення, осіб (2010) | Населення, осіб (2012) |
| ------------------------- | ---------------------- | ---------------------- | ---------------------- |
| Байдаліно, присілок       | 196                    | 157                    | 154                    |
| Дзякіно, присілок         | 53                     | 21                     | 21                     |
| Дізьміно, село            | 1561                   | 1411                   | 1380                   |
| Дома 1128 км, без статусу | 3                      | -                      | -                      |
| Дома 1129 км, без статусу | 3                      | -                      | -                      |
| Дома 1130 км, без статусу | 11                     | 6                      | 6                      |
| Мосеєво, присілок         | 203                    | 209                    | 207                    |